# 梅澤捨次郎
梅澤捨次郎（1890年12月1日—1958年4月29日）是日本石川縣出生的建築師，士族出身，原名秋田捨次郎，其在臺灣的代表作為包括林百貨在內的臺南市末廣町商店住宅、新竹專賣局、臺南警察署廳舍。

## 生平
梅澤捨次郎於1890年12月1日出生於日本石川縣石川郡鶴來東町66番地（今白山市），原名秋田捨次郎，有士族背景。1907年時成為石川縣測量雇員，隔年辭職進入位於東京的私立工手學校（今工學院大學）建築科就讀，同時受雇成為陸軍陸地測量部地形科雇員，1910年時受聘於陸軍第一師營經理部營繕課。1911年2月12日自私立工手學校畢業，並在當年10月8日來到臺灣。
來到臺灣之後，他先是擔任臺灣總督府土木部營繕課勤務（月俸25圓），1917年3月31日成為臺灣總督府技手（月俸27圓），任民政部土木局營繕課勤務。之後梅澤捨次郎在1922年8月1日又同時擔任高等商業學校新營工事主任，隔年任職於臺灣總督府攝政宮殿奉迎準備事務工事部營繕係，1924年12月25日擔任臺灣總督府官房會計課勤務及營繕係勤務。
1928年，梅澤捨次郎兼任臺灣總督府交通局鐵道部技手，隔年2月20日免兼官，5月12日任臺灣總督府官房營繕課勤務。而在1930年2月3日他擔任臺南州地方技師，且1931到1933年之間兼任臺灣建築會臺南州支部長，期間便設計了臺南警察署廳舍與末廣町的商店住宅。1934年7月，改任總督府專賣局庶務課技師，敘高等官六等，直到1942年2月13日依願免官，而當時的總督長谷川清上奏敘「正五位」，官職由四等升為三等，後來又因其績效優良而頒發3960圓的獎金。而在專賣局任職期間，他為該局設計了新竹支局倉庫、廳舍、松山菸草工廠、嘉義支局廳舍等建築。

## 參與作品
國立臺北大學歷史學系蔡龍保教授依台灣日日新報與官廳文書記載，整理梅澤捨次郎參與建築工程如下：

### 土木局時期

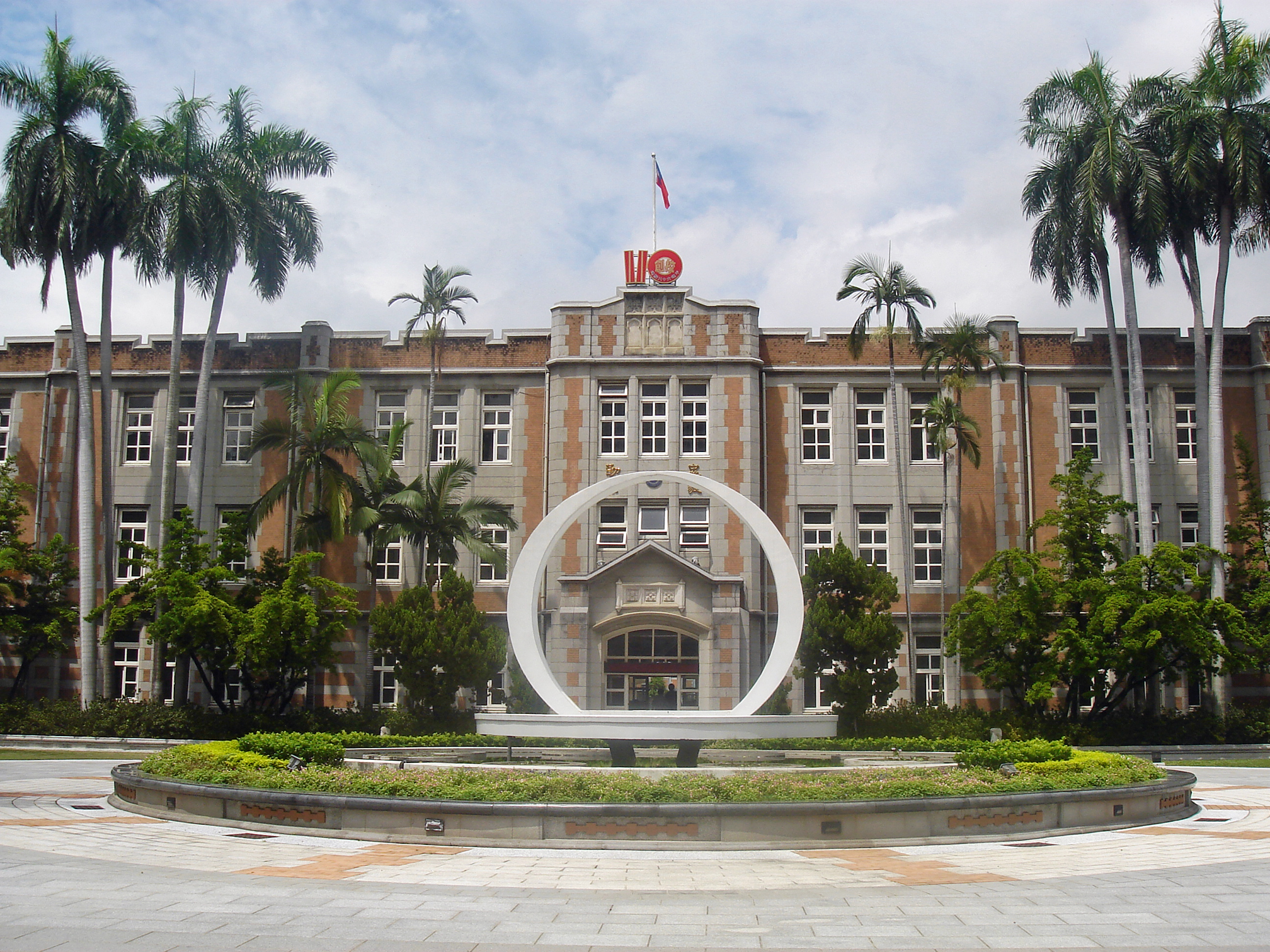
台中師範學校本館（今國立臺中教育大學行政大樓）

- 1911年–1913年：專賣局本局廳舍
- 1914年：臺中醫院病房
- 1916年：花蓮港醫院院長宿舍
- 1919年：臺東郵便局
- 1920年：臺灣總督府各種官舍
- 1921年–1924年：台北高等商業學校
- 1924年：
  - 台中師範學校本館
  - 臺灣總督府臺北高等學校體育館
  - 臺北帝國大學研究室等建築

### 臺南州地方技師時期

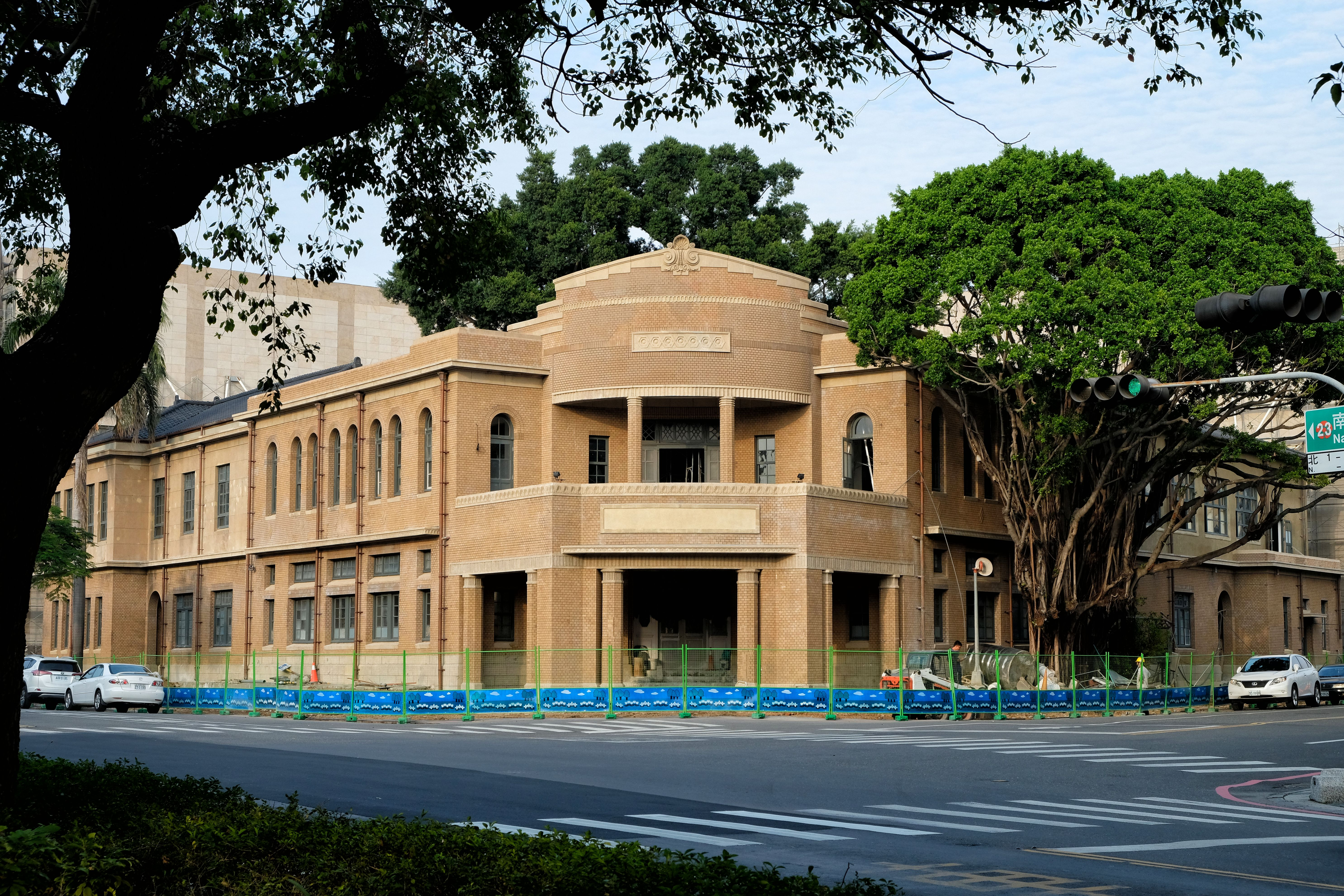
台南警察署廳舍（今臺南市美術館）

於1930年至1935年期間亦參與震災復舊工程。
- 1930年：赤崁城址修復
- 1931年：台南警察署新廳舍
- 1932年：
  - 台南市末廣町商店住宅（含林百貨）
  - 新化郡役所增築
- 1933年—1934年：臺灣日日新報社台南支局
- 1934年：南投塔塔加鹿林山莊

### 專賣局技師時期

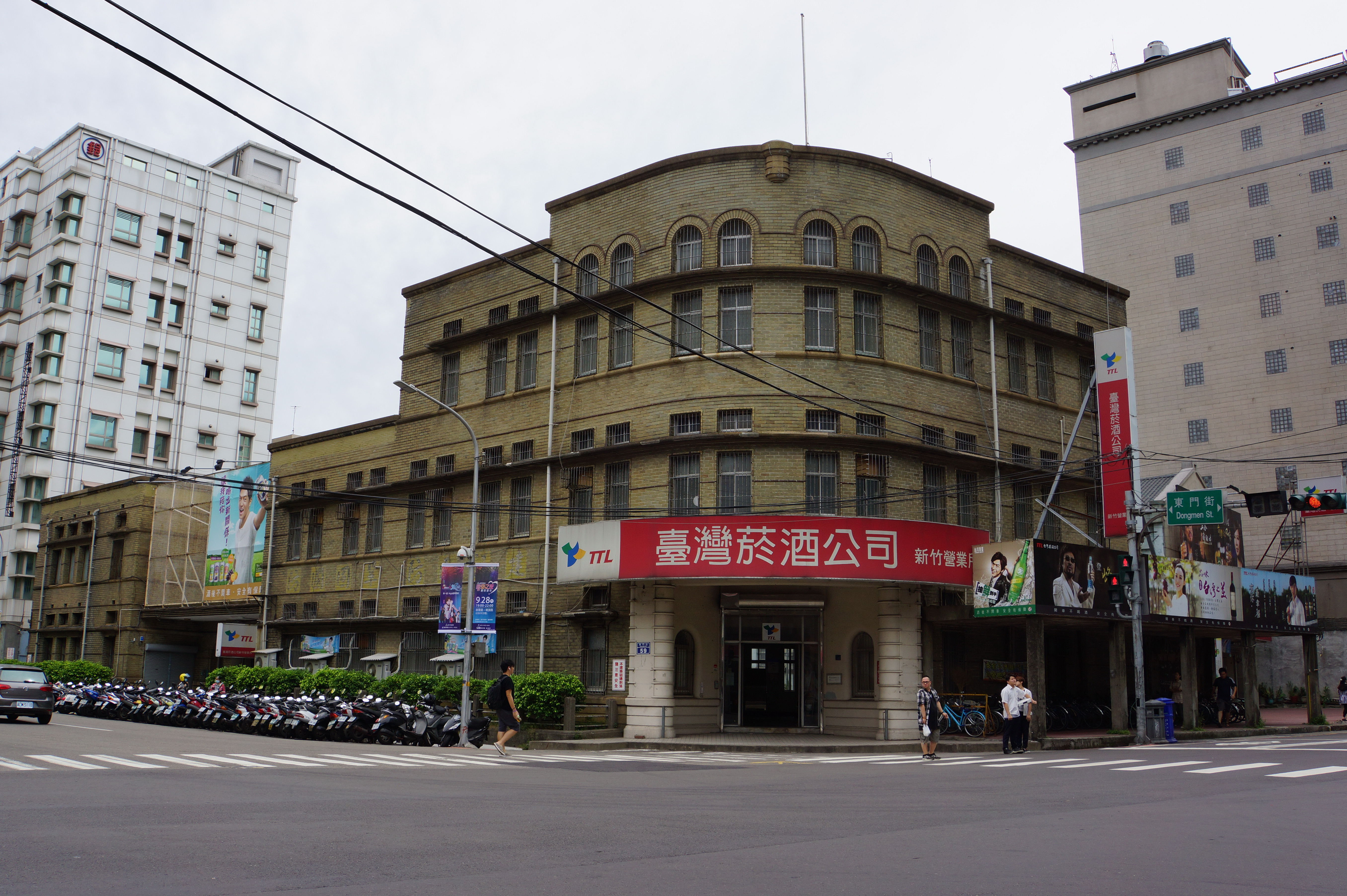
專賣局新竹支局（今臺灣菸酒公司新竹營業所）

此期間以計劃、設計、監督專賣局各支局廳舍工程為主。
- 專賣局新竹支局倉庫、廳舍
- 專賣局嘉義支局廳舍
- 松山煙草工場
- 澎湖出張所廳舍
- 板橋新酒工場
- 番子田無水酒精工場

### 圖庫

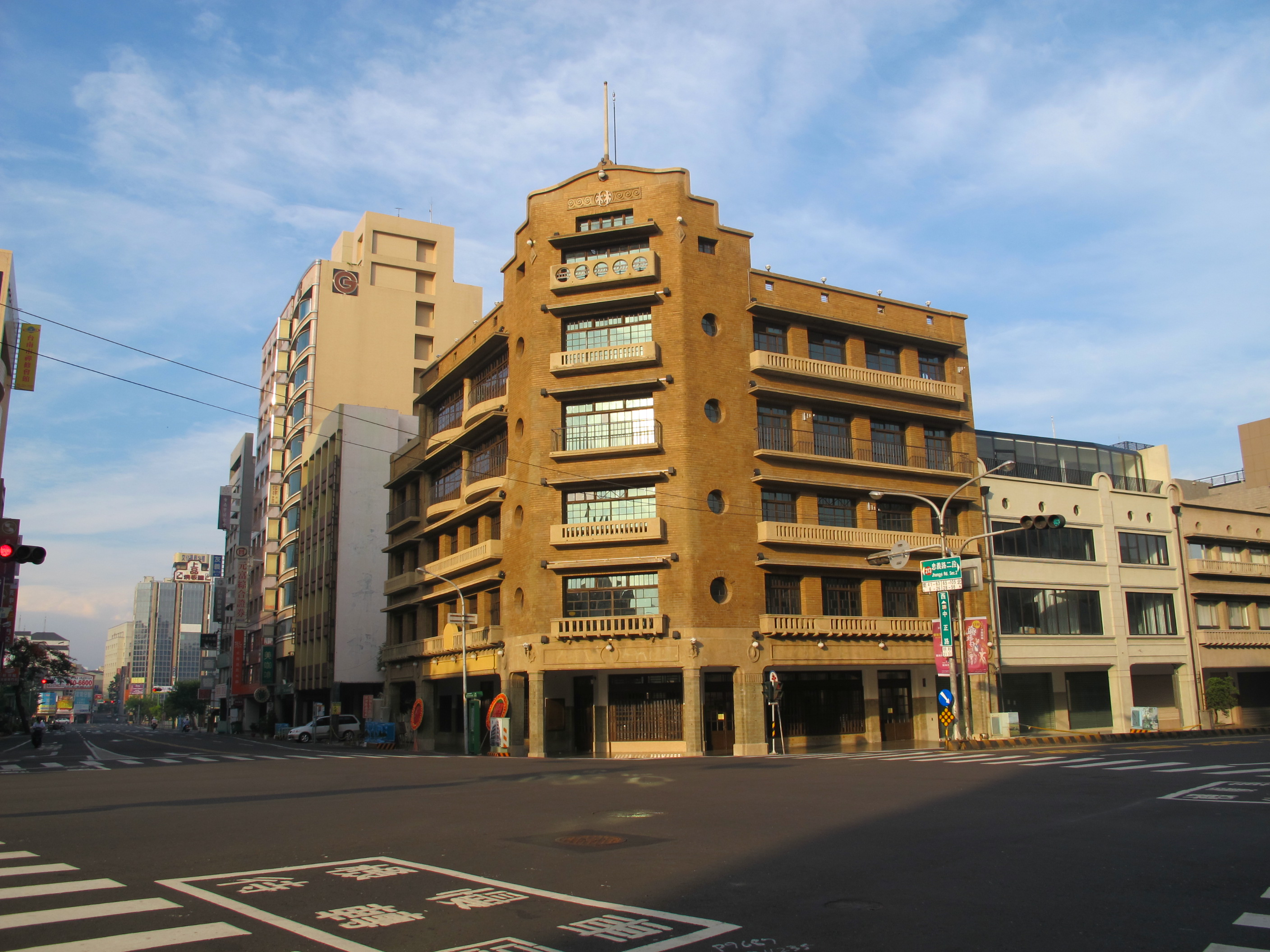
林百貨
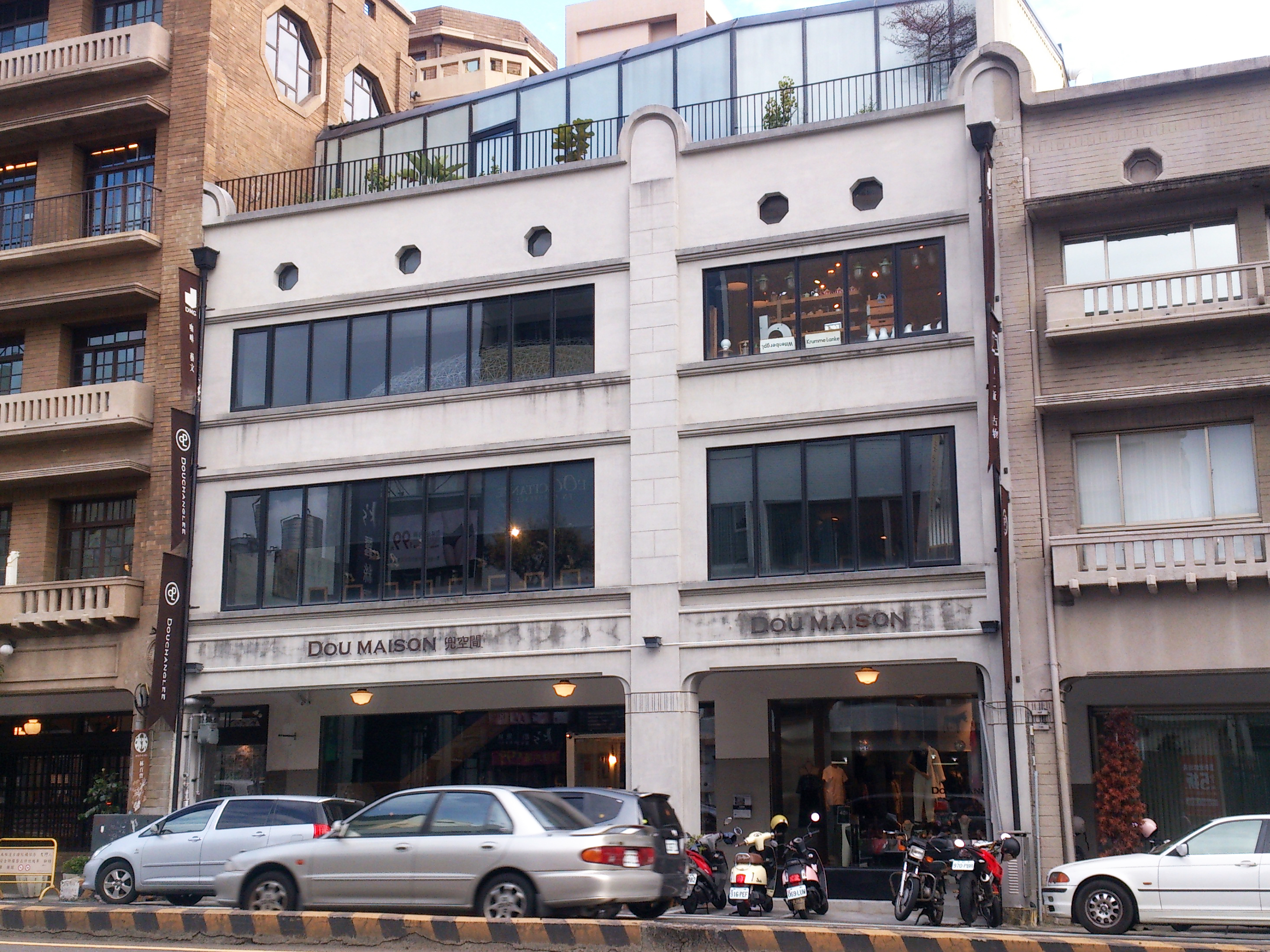
末廣町商店住宅（兜空間 Dou Maison）
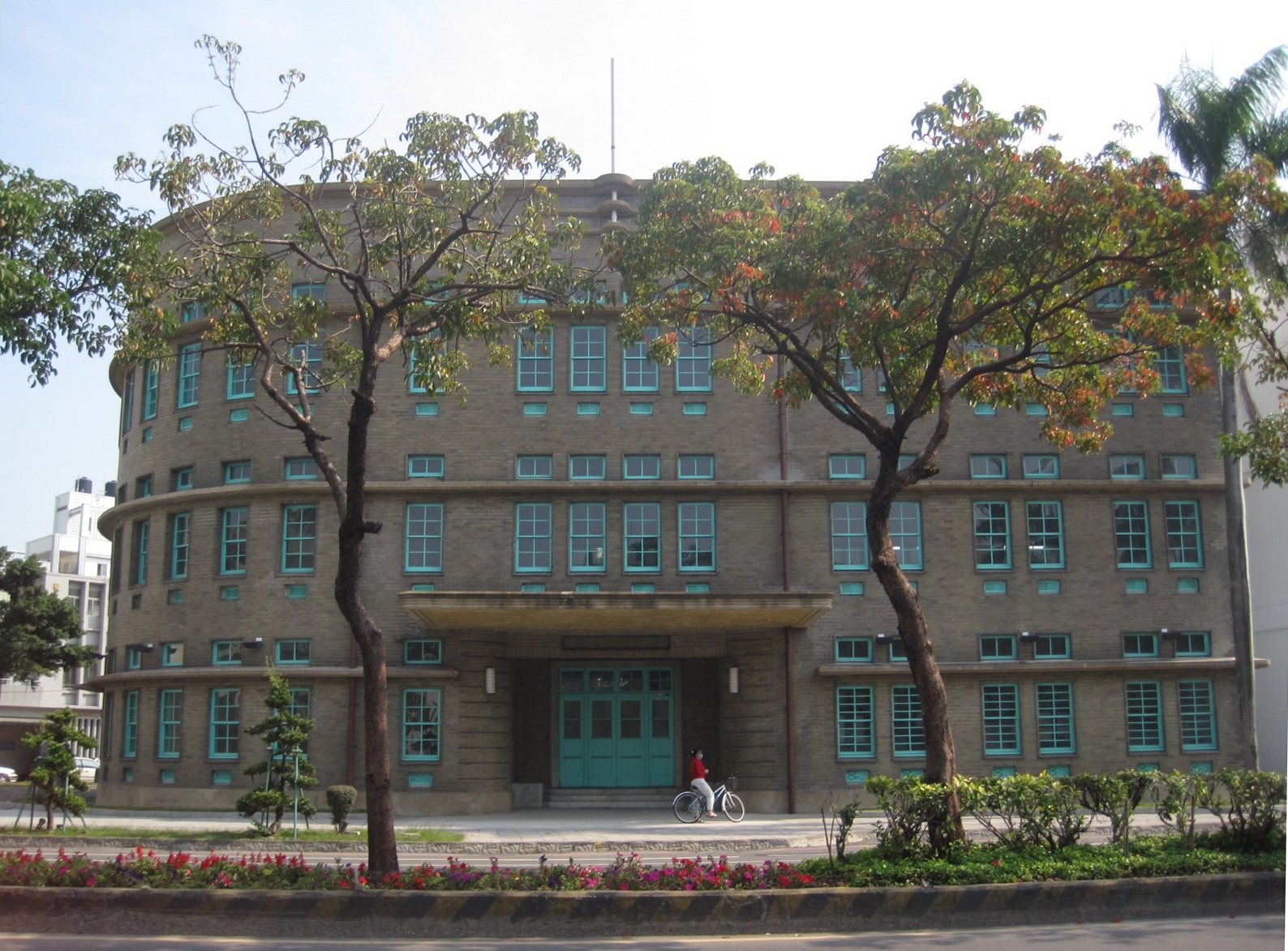
嘉義專賣局
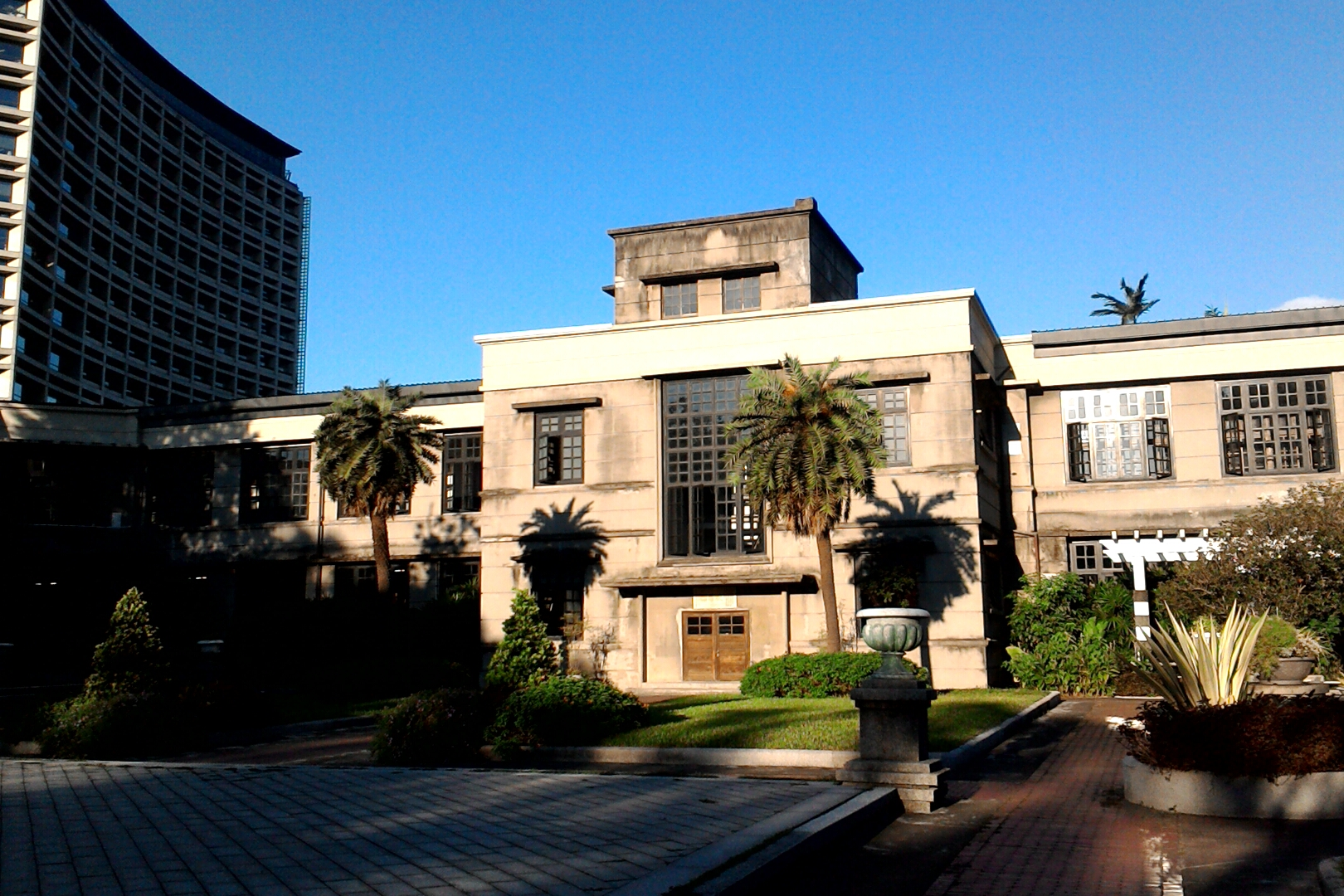
松山菸廠中庭
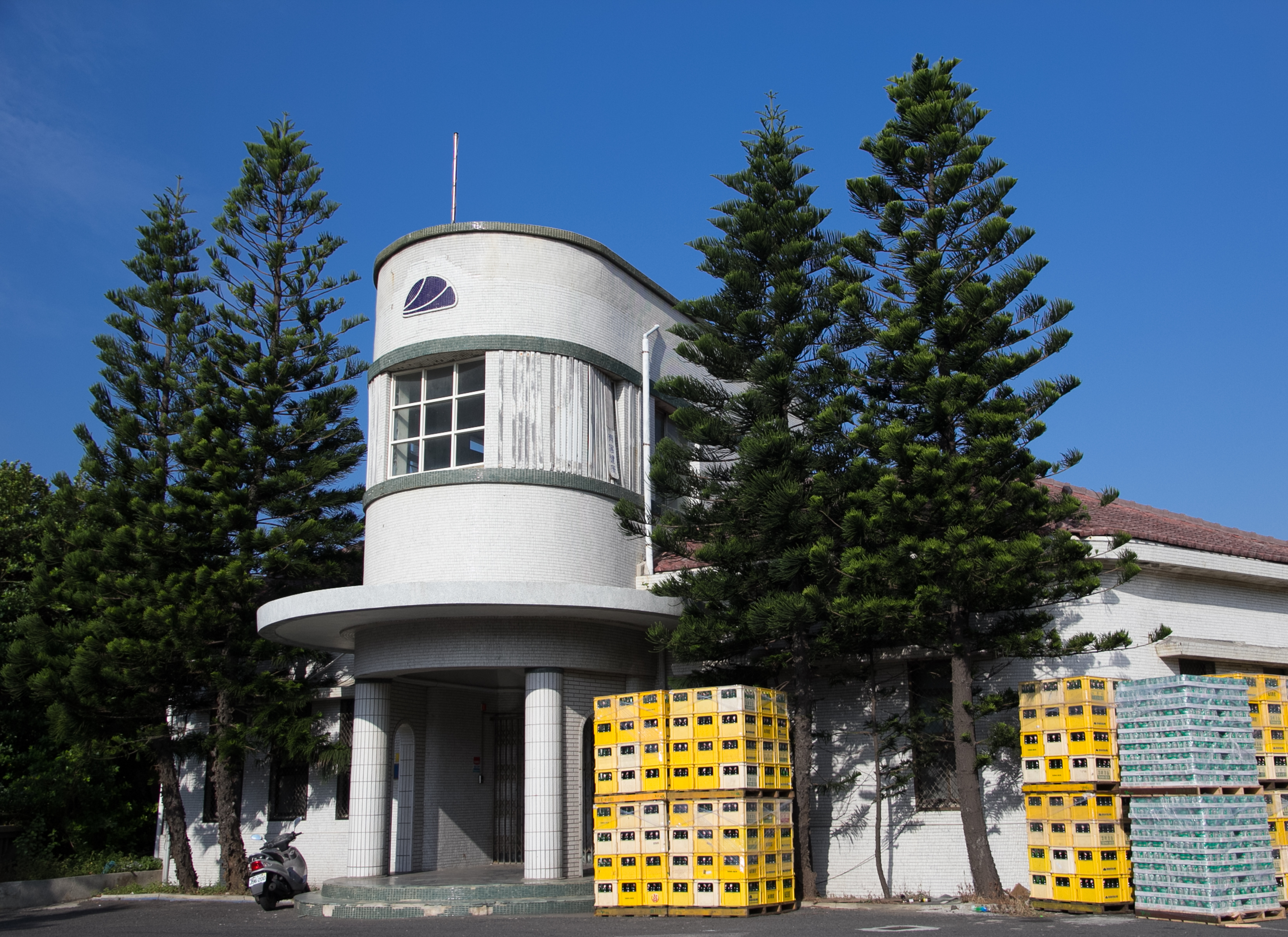
專賣局澎湖出張所

## 軼聞
《帕蒂瑪的顛倒世界》動畫導演吉浦康裕曾於社群網站Twitter上表示梅澤捨次郎為其曾祖父。